# Messe pour orgue

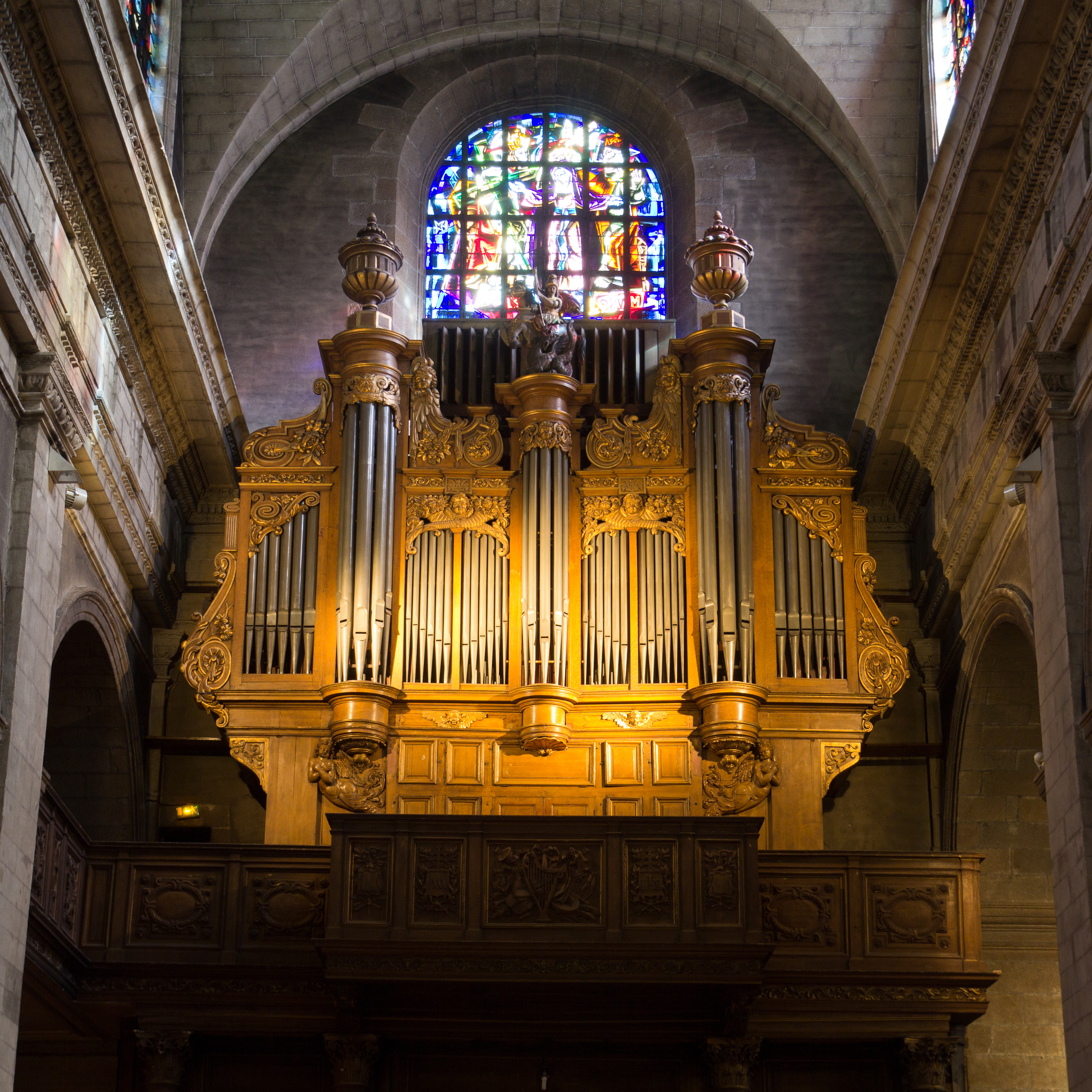
Orgue de la basilique Saint-Sauveur de Rennes, construit en 1866.

Une messe pour orgue est une composition musicale en usage en France aux XVIIe et XVIIIe siècles. Elle consiste en une suite de courtes pièces (en général au nombre de 21 ou 22) destinées à alterner, en le respectant, avec le plain-chant pendant la messe. 
Le rôle de l’orgue était établi dans le dit cérémonial de Clément VIII en 1600 : il devait donner le ton par un court prélude et alterner de courtes séquences avec les versets du Kyrie, du Gloria, du Sanctus et de l’Agnus Dei. Une liberté très restreinte était laissée à l’organiste, qui ne pouvait guère développer (un peu) que l’accompagnement de l’Offertoire, de l’Élévation et du Deo Gratias. 
De ce fait, les œuvres que nous ont laissées Nivers, Gigault, Lebègue, Raison, Couperin, Grigny ou Gaspard Corrette sont de structures très analogues, chaque compositeur manifeste son talent ou son génie dans une sorte de « programme imposé ».
Les deux messes de François Couperin (Messe pour les paroisses et Messe pour les couvents) et celle de Nicolas de Grigny représentent l’apogée du genre et de toute la littérature d’orgue baroque en France.

## Compositeurs
Cette liste de compositeurs de messes pour orgue est rédigée par ordre chronologique de publication.
- Guillaume-Gabriel Nivers (1632–1714)
  - une messe dans le Second livre d'orgue (1667)
- Nicolas Lebègue (1631–1702)
  - une messe dans le Second livre d'orgue (1678)
- Nicolas Gigault (c. 1627–1707)
  - trois messes dans le Livre de musique pour l'orgue (1685)
- André Raison (1640s–1719)
  - cinq messes dans le Premier livre d'orgue (1688)
- François Couperin (1668–1733)
  - Messe à l'usage ordinaire des paroisses (1689–90)
  - Messe propre pour les couvents de religieux et religieuses (1689–90)
- Nicolas de Grigny (1672–1703)
  - La Messe dans le Premier livre d'orgue (1699)
- Gaspard Corrette (1670–c. 1733)
  - Messe du 8e Ton pour l'Orgue à l'Usage des Dames Religieuses (1703)
- Michel Corrette (1707–1795)
  - messes du Troisième livre d'orgue (1756)
- Monsieur Le Clerc (fl. 1765-1783)
  - quatre messes dans le Journal de pièces d'orgue formant huit Magnificat et quatre messes (1780)
- Josse-François-Joseph Benaut (1743–1794)
  - au moins dix messes dans ses Livres des pièces d'orgue